# Europejska spółka wzajemna
Europejska spółka wzajemna (ang. European Mutual Society, EMS) – jedna z proponowanych paneuropejskich form prowadzenia działalności gospodarczej. Projekty aktów prawnych zaproponowano w 1992, jednak ze względu na brak postępu wycofano je w 2006. Obecnie nie ma planów co do jej ponownego wprowadzenia.